# Porin jäähalli

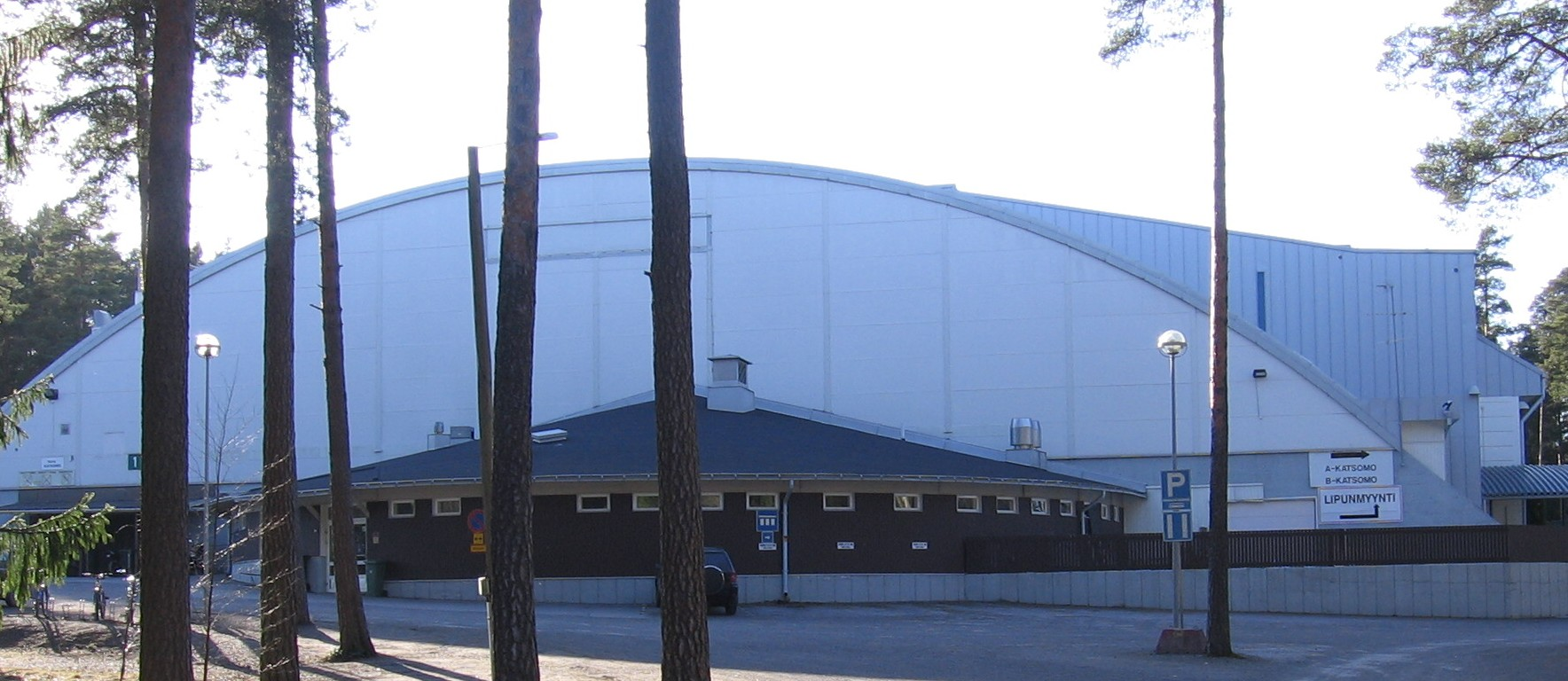
De ijshal langs de buitenkant

De Porin jäähalli (ook wel Isonmäen jäähalli) is een ijshal in de Finse stad Pori. De hal wordt voornamelijk gebruikt voor ijshockey en is de thuisbasis van ijshockeyclub Ässät. De hal werd gebouwd in 1964 en biedt plaats aan 6.481 personen.